# Måkkaure naturreservat
Måkkaure naturreservat är ett naturreservat i Jokkmokks kommun i Norrbottens län.
Området är naturskyddat sedan 2019 och är 1,3 kvadratkilometer stort. Reservatet omfattar en del av sjön Måkkaure och flera andra sjöar. Reservatet består av granskog och tall på åsar.  